# NGC 4518B
NGC 4518B este o galaxie activă situată în constelația Fecioara. A fost descoperită în  de către John Herschel.